# Acacia delibrata
Acacia delibrata — вид квіткових рослин з родини бобових. Ареал: Австралія (Західна Австралія).

## Біоморфологічна характеристика
Це багаторічний кущ або дерево, що досягає 9 метрів у висоту, з характерною корою «minni ritchi», цвіте з квітня по червень і в жовтні. 